# Delia pseudechinata
Delia pseudechinata este o specie de muște din genul Delia, familia Anthomyiidae, descrisă de Griffiths în anul 1991. Conform Catalogue of Life specia Delia pseudechinata nu are subspecii cunoscute.